# Golden Gate (Floride)
Pour les articles homonymes, voir Golden Gate (homonymie).
Golden Gate est une census-designated place du comté de Collier, dans l'État de Floride, aux États-Unis,. En 2020, elle compte une population de 25 321 habitants.